# Citroën (rallysport)
Het Citroën Total World Rally Team of Citroën Racing, dat onderdeel is van Citroën Sport, neemt jaarlijks deel aan wereldkampioenschap rally, en vertegenwoordigt hierin de sportieve resultaten van het Franse automerk Citroën.
Citroën neemt in zijn huidige vorm sinds 1997 deel aan het WK rally en sinds 2001 is het actief in de voornaamste World Rally Car categorie. In totaal heeft het merk tot op heden 97 WK-rally overwinningen op naam geschreven en inmiddels acht wereldtitels bij de constructeurs (2003, 2004, 2005, 2008, 2009, 2010, 2011, 2012) gewonnen. Rijder Sébastien Loeb werd daarnaast zeven keer wereldkampioen bij de rijders. Citroën heeft tot op heden de meeste rally's gewonnen in het wereldkampioenschan en doet qua behaalde kampioenschappen alleen onder aan Lancia.

## Geschiedenis

### Vroege resultaten

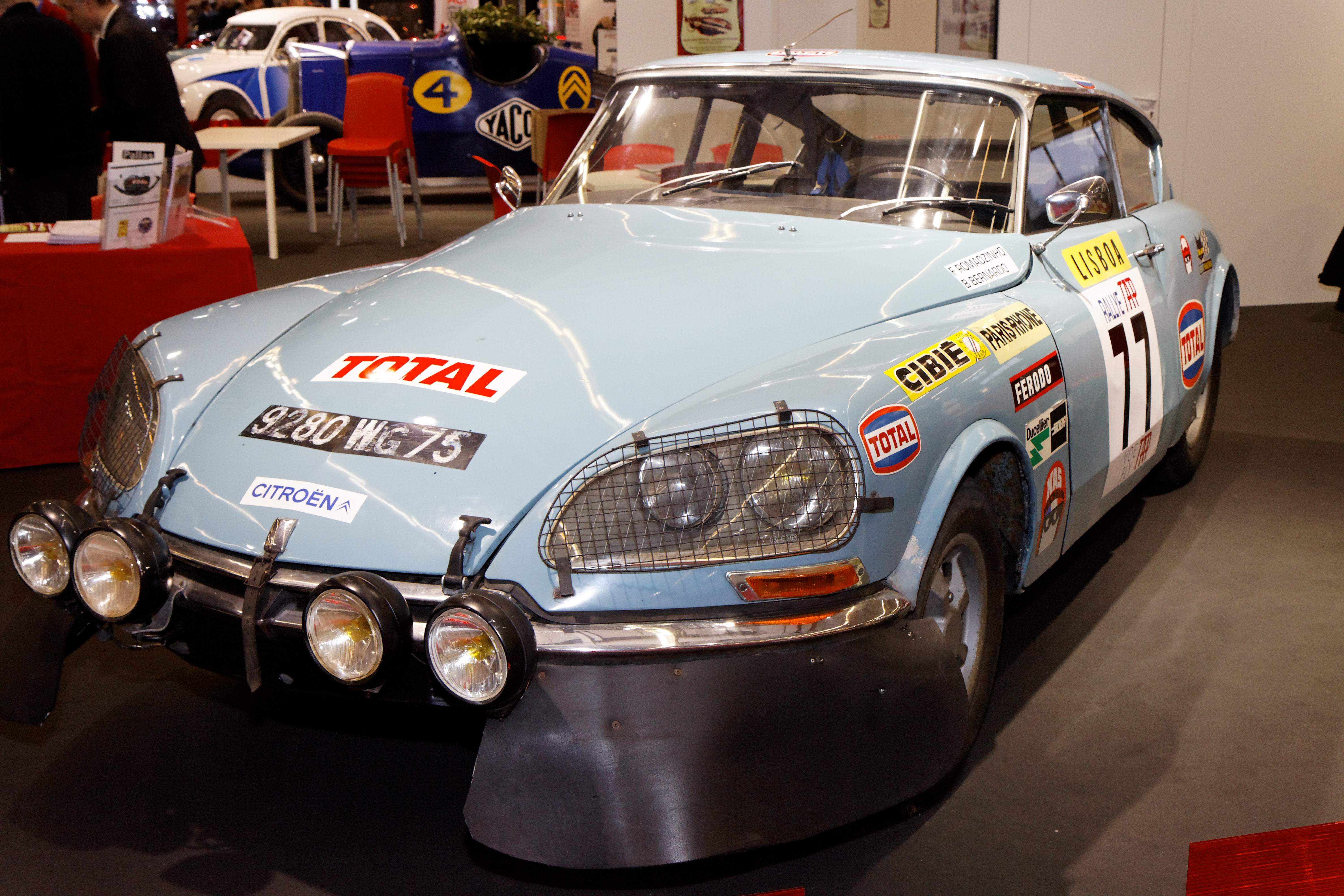
De DS representeerde Citroën lange tijd in hun sportieve activiteiten

Citroën begon zich in de jaren vijftig te profileren in de rallysport. In 1959 won de Fransman Pierre Coltelloni met navigator Pierre Alexandre de Rally van Monte Carlo in een Citroën ID 19 (ook wel DS 19), en grepen dat jaar tevens naar de titel in het Europees Kampioenschap Rally. In de jaren zestig volgden er meer internationale overwinningen met de DS-serie (al die tijd categorisch geschikt in de Groep 1 klasse), waaronder twee keer in de Rally van Corsica met René Trautmann, in 1961 en 1963, en nog een Monte Carlo overwinning in 1966, met de Finse Pauli Toivonen achter het stuur. Daarna richtte Citroën zich voornamelijk op langeafstandsevenementen, waar zij zich uiteindelijk ook hoogst in specialiseerde. Zo werd er deelgenomen aan de Safari Rally, en wonnen ze met Jean Deschazeaux de Rally van Marokko in 1970 en 1971, het laatstgenoemde jaar inmiddels met de Citroën SM. In de tweede helft van de jaren zeventig nam het CX 2400-model de taken over, en gaf Citroën in 1977 voor het eerst de overwinning in de Tour du Sénégal, een resultaat wat zij herhaalde in 1978 en 1979.

### Dakar Rally
Citroën nam met de CX in 1981 voor het eerst deel aan de toenmalige Parijs-Dakar Rally met oud Formule 1-coureur Jacky Ickx, waarin het ondanks een opgave wel een indruk achterliet. Bijna tien jaar later keerde Citroën terug in het evenement, nou het de taken had overgenomen van zusterbedrijf Peugeot (beide onderdeel van PSA), die in de voorgaande jaren het evenement hadden gedomineerd met 205- en 405 Turbo 16. De Citroën ZX, die in gebruik werd genomen voor competitie, was grotendeels gebaseerd op de 205 Turbo 16 met een vrijwel identiek onderstel, en wist de successenreeks van Peugeot ook voort te zetten. In 1991 won Ari Vatanen de rally, terwijl Pierre Lartigue tussen 1994 en 1996 met een verder ontwikkelde versie van de ZX het evenement op naam schreef.

### Wereldkampioenschap rally

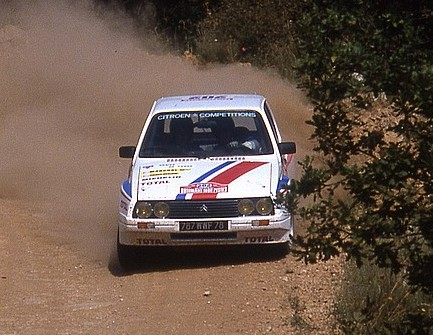
Een Citroën Visa actief tijdens de Rallye Mille Pistes in 1983

Citroën gaf lange tijd prioriteit aan langeafstandsevenementen, waardoor hun activiteiten in het Wereldkampioenschap rally in voornamelijk de jaren zeventig gering was. In gespecialiseerde rally's waren ze wel te zien, en daarin werden er ook respectievelijke resultaten geboekt. begin jaren tachtig begon Citroën onder leiding van oud-rallyrijder Guy Verrier het WK Rally als een serieuze optie te zien, en met de komst van de nieuwe Groep B klasse introduceerde zij in 1982 de Citroën Visa. Een WK-programma met volledige steun van de fabriek volgde in het seizoen 1983. De Visa, die was ingeschaald in de Groep B klasse tot 1300cc (dus lang niet de maximale capaciteit), bracht Citroën weer een competitief karakter terug in de zogenoemde sprint evenementen. Een negende plaats tijdens de Griekse Acropolis Rally was dat jaar het beste resultaat in het WK. Citroën trok vervolgens de succesvolle Franse rallyrijder Jean-Claude Andruet aan, die een achtste plaats wist te behalen tijdens de Rally van Monte Carlo in 1985.

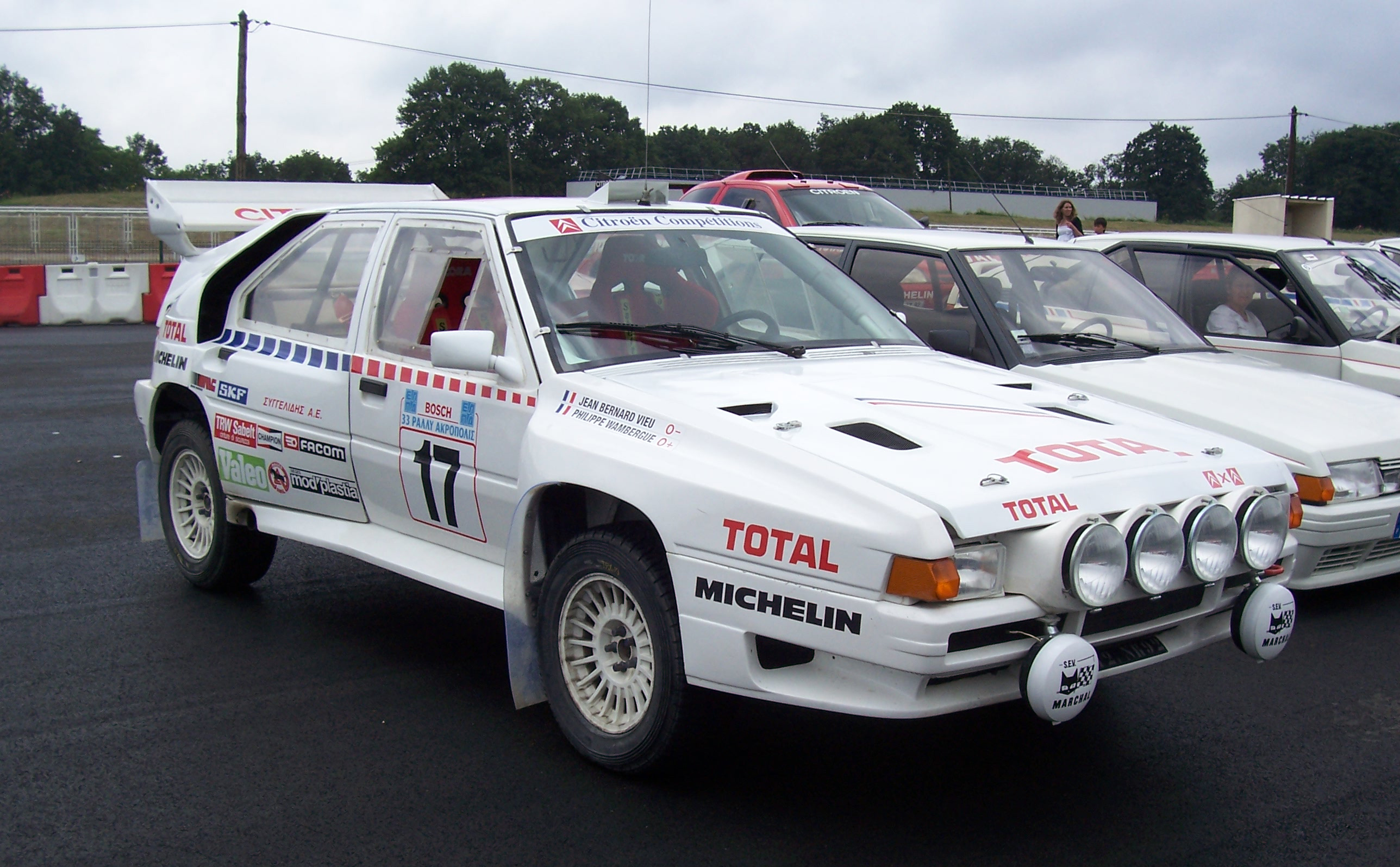
De BX 4TC (Evolution) was Citroëns ultieme Groep B auto, die competitief echter geen indruk kon achterlaten

Tot op dat moment richtte Citroën zich met de Visa voornamelijk op amateur rijders in nationale kampioenschappen, en met succes, maar in de vorm van de BX 4TC wilden ze in het seizoen 1986 voor het eerst een poging doen op succes in het WK. De auto was voor een deel gebaseerd op de vroegste versie van de succesvolle Audi quattro. Tegen de tijd dat de BX 4TC werd geïntroduceerd was dit echter al een relatief gedateerd concept, waardoor de auto in de snelle ontwikkeling die Groep B meemaakte eigenlijk al gelijk op achterstand stond. Wel maakte de auto, net als een groot deel van zijn voorgangers, gebruik van hydropneumatische vering, wat een uniek systeem was voor een (rally)auto. Kopman Andruet en teamgenoot Philippe Wambergue lieten geen grote indruk achter in de rally's waarin ze deelnamen in het WK, alhoewel Andruet in sommige gevallen goede tijden wist te noteren en tevens als non-specialist een zesde plaats behaalde tijdens de Rally van Zweden. Het project werd echter halverwege het seizoen stopgezet, wat grotendeels te maken had met het competitieverbod dat de Groep B klasse kreeg opgelegd na afloop van het seizoen, waardoor de auto geen verdere toekomst meer had. In het restant van de jaren tachtig richtte Citroën zich wederom op amateur-rijders, nu met het AX-model, voordat het na een complete reorganisatie in 1989 hun zinnen weer ging zetten op langeafstandsevenementen, waarin het merk zoals eerder vernoemd weer tot successen wist te komen.
Citroën keerde in de tweede helft van de jaren negentig weer terug als fabrieksinschrijving in het WK Rally. Nou onder leiding van Guy Fréquelin, ook een oud-rallyrijder, nam het in eerste instantie deel aan de Formule 2 klasse, een subcategorie in onder meer het WK, met de Citroën Xsara Kit Car. Deze auto wist in de handen van kopman Philippe Bugalski in het seizoen 1999 de stunten door opeenvolgend de WK-rally's van Catalonië en Corsica te winnen, en daarmee de voornaamste World Rally Cars te verslaan, wat de competitiviteit van Formule 2 auto's op asfalt nog maar eens benadrukte. Citroën begon vervolgens zelf aan de ontwikkeling van een World Rally Car, de eerste versie officieel genaamd Xsara T4, die in 2000 met Bugalski het Frans rallykampioenschap domineerde en won. De auto debuteerde in het seizoen 2001 in het WK Rally, met rijders Bugalski en Jesús Puras, en bewezen daarmee gelijk competitief te zijn. Puras won later dat jaar in Corsica, wat de eerste overwinning van de Xsara WRC in het WK betekende. Citroën reed nog steeds een geselecteerd programma in het WK, waardoor ze toentertijd niet gerechtigd waren om punten te scoren voor het constructeurskampioenschap. Dit was ook het geval in het seizoen 2002, toen Frans kampioen Sébastien Loeb werd toegevoegd aan het team. Loeb won oorspronkelijk de openingsronde in Monte Carlo, maar moest vervolgens een tijdstraf incasseren door een illegale bandenwissel en eindigde tweede. Loeb won alsnog dat jaar, in Duitsland, Citroëns enige overwinning van het seizoen.

#### 2003-2006

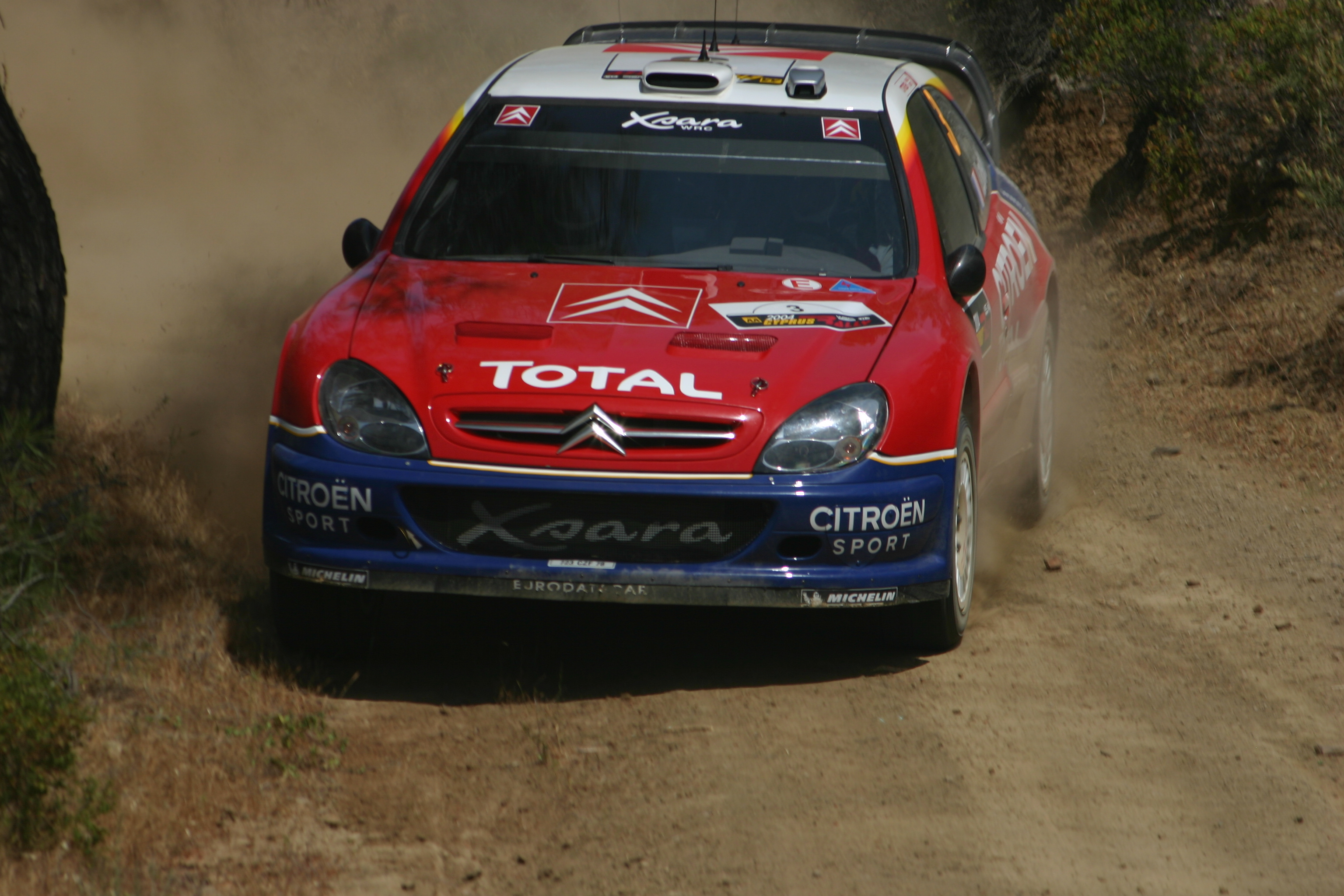
Sébastien Loeb actief voor Citroën met de Xsara WRC tijdens de Rally van Cyprus in 2004, waar hij won

In het seizoen 2003 schreef Citroën zich voor het eerst in voor een volledig programma, en waren daardoor gerechtigd punten te scoren voor het kampioenschap bij de constructeurs. Naast Sébastien Loeb werden voormalig wereldkampioenen Carlos Sainz en Colin McRae toegevoegd bij het team, om deze impuls aan ervaring om te zetten in een titel voor Citroën, op het moment dat zusterbedrijf Peugeot in de drie voorgaande jaren wereldkampioen werd. Ze maakten een droomstart mee tijdens de openingsronde in Monte Carlo, waar het team aan het eind van de rally het volledige podium bezette met Loeb als winnaar, en McRae en Sainz op plaatsen twee en drie. In Turkije bezorgde Sainz Citroëns eerste WK-rally overwinning op onverhard (gravel). Loeb won nog twee keer dat jaar, en was de voornaamste concurrent van Subaru's Petter Solberg voor de rijderstitel. Loeb zou daarin uiteindelijk als tweede eindigen, met Sainz daarachter op plaats drie. In individuele resultaten was Citroën uiteindelijk het meest consistent, en schreven daardoor voor het eerst in hun geschiedenis de wereldtitel bij de constructeurs op naam.

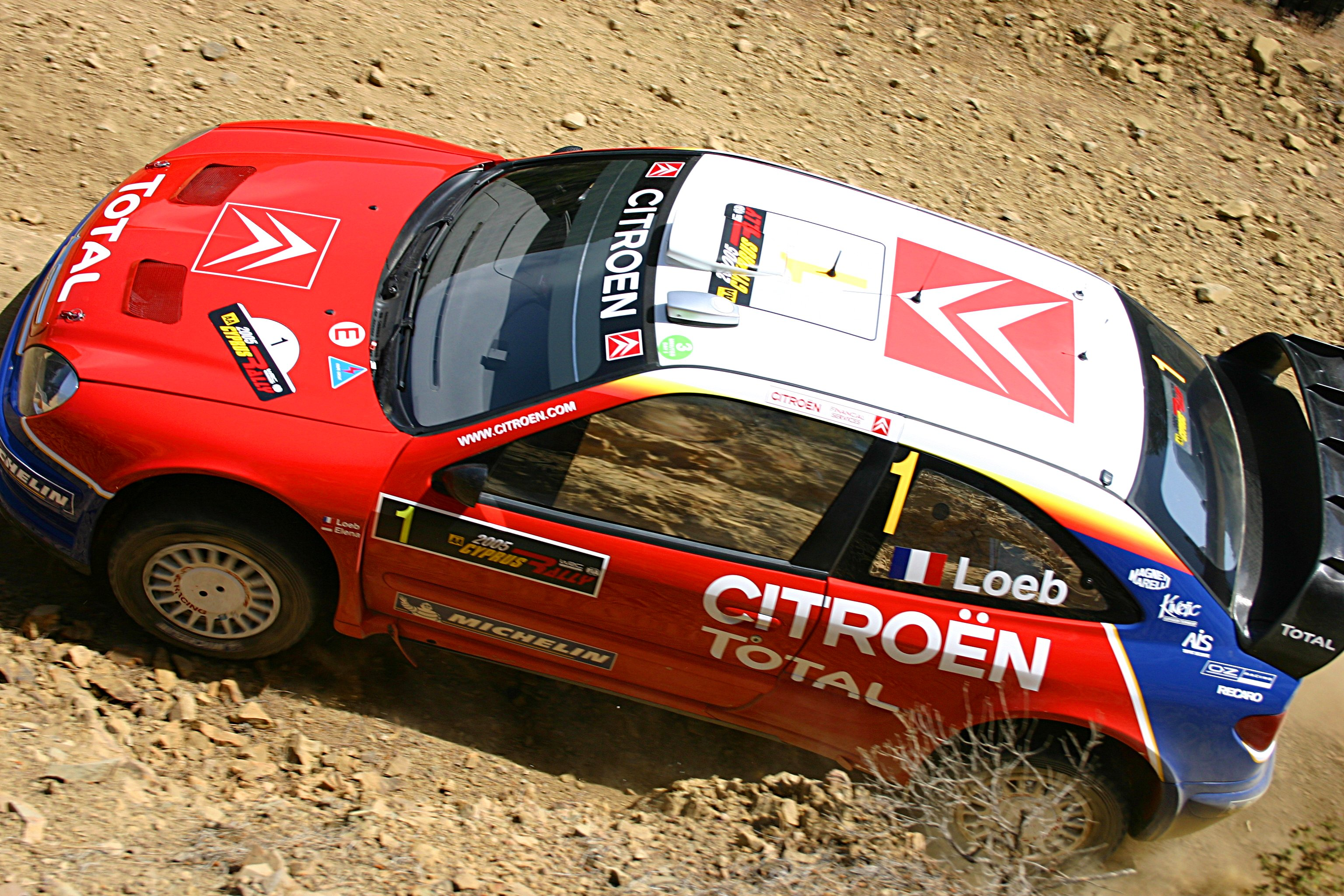
Citroën domineerde met kopman Loeb het seizoen 2005, en grepen in beide kampioenschappen naar de titel

In het daaropvolgende seizoen 2004 ging er een regel van kracht die ervoor zorgde dat slechts twee vaste rijders mochten optreden voor een team, waardoor McRae uiteindelijk uit het team werd gezet. Terwijl Sainz dat jaar zijn laatste WK-rally won, was het Loeb die met zes overwinningen en een efficiënte manier om te punten dit keer de rijder die wereldkampioen werd. Citroën prolongeerde tevens de titel bij de constructeurs, waardoor het voor het eerst was dat een Franse rijder en een Frans team tegelijkertijd wereldkampioen werd. Het seizoen 2005 was een vervolg van 2004, waarin kopman Loeb naar een record greep door tien overwinningen op zijn naam te schrijven. Hij werd dit keer met een grotere overmacht voor de tweede keer wereldkampioen. Zijn nieuwe teamgenoot François Duval kende echter een zeer moeizame eerste seizoenshelft, waardoor Citroën niet zo gemakkelijk los kwam van de concurrentie in het constructeurskampioenschap. Sainz, die zijn carrière officieel gestopt had, keerde op uitnodiging van Citroën voor twee WK-rally's terug als vervanger van Duval, en sprokkelde in die twee optredens naar belangrijke kampioenschapspunten voor het team. Duval keerde in de tweede seizoenshelft weer terug, en was consistenter in het behalen van punten, wat uiteindelijk zijn hoogtepunt bereikte met een overwinning in Australië. Citroën stak dus alsnog boven iedereen uit in de strijd om de titel bij de constructeurs.

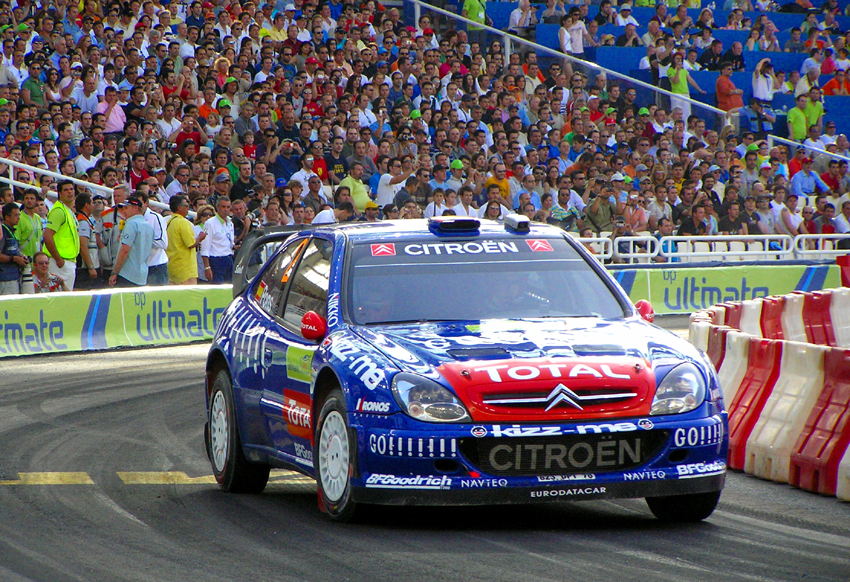
Als semi-officieel team, kwam er in 2006 ook een nieuwe kleurstelling voor de Xsara WRC

Het seizoen 2006 zag een schifting. Het overkoepelende PSA trok zowel Peugeot als Citroën terug uit het kampioenschap, voornamelijk vanwege de hoge kosten die de twee fabrieksteams met zich mee brachten. Peugeot zou niet meer terugkeren, maar het werd aangekondigd dat Citroën zich het jaar daarop wel weer als een officiële fabrieksinschrijving zou presenteren, en wel met een nieuwe rally-auto. In 2006 werd daarin plaats de taken overgenomen door het Belgische Kronos Racing om Citroën dat jaar als semi-officiële inschrijving te prepareren. Loeb werd behouden als kopman, maar kreeg in Xavier Pons en Daniel Sordo twee nieuwe teamgenoten. Tijdens de twee eerste rondes moest Loeb zich nog dulden achter Ford-rijder Marcus Grönholm, maar daarna won Loeb een aantal rally's achter elkaar, en wisselde dit af met resultaten niet lager dan de tweede plaats. Loeb verongelukte echter buiten de rallypaden om, en brak daarin een arm, waardoor hij de laatste vier rondes van het kampioenschap moest missen. Concurrent Grönholm kwam hierdoor nog dicht bij het behalen van de rijderstitel, maar kwam uiteindelijk een punt tekort op Loeb, die hiermee zijn derde opeenvolgende titel kon vieren. De algehele resultaten waren dit keer echter niet genoeg om ook Citroën opnieuw een titel te geven, die in dit geval naar Ford ging.

#### 2007-2010

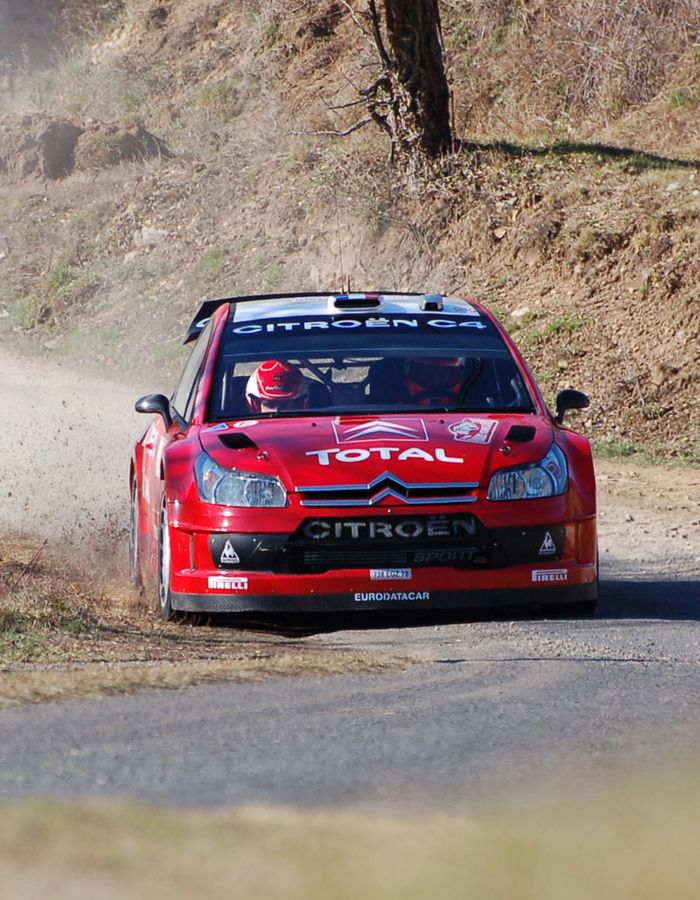
De betrouwbare C4 WRC maakte Citroën bijna oppermachtig in het kampioenschap

Citroën keerde in het seizoen 2007 terug als fabrieksinschrijving, en hadden de Xsara WRC inmiddels vervangen met de Citroën C4 WRC. Daarmee grepen ze gelijk naar een één-twee tijdens de openingsronde in Monte Carlo, met Loeb als winnaar en Sordo, die de voorkeur genoot boven Pons en aanbleef als tweede rijder, eindigend op plaats twee. De C4 WRC bewees gedurende het seizoen uiterst betrouwbaar, maar ook voornaamste concurrent Ford kende weinig problemen met hun materiaal, waardoor het in beide kampioenschappen een zeer evenwichtig gevecht werd. Loeb werd uiteindelijk weer wereldkampioen, al werd de titelstrijd pas beslist tijdens de laatste ronde van het kampioenschap in Groot-Brittannië. Op dat moment was de strijd in het constructeurskampioenschap al beslist in het voordeel van Ford, die over de verreden rondes vaak tot hogere punten kwamen. Dit was tevens het laatste seizoen voor teamleider Guy Fréquelin, die namelijk met pensioen ging. Hij werd vervangen door Olivier Quesnel. Het seizoen 2008 zag Loeb elf overwinningen pakken, waardoor hij zijn record uit 2005 wist te overtreffen, en waarmee hij uiteindelijk voor de vijfde keer wereldkampioen werd, en ook daarmee naar een record toe greep. Citroën was dit keer wel consistenter dan Ford, en werden wereldkampioen bij de constructeurs. Het daaropvolgende seizoen 2009 begon sterk met vijf opeenvolgende overwinningen voor Loeb. Dit werd echter vervolgd met een kleine inzinking qua resultaten, waardoor Ford met kopman Mikko Hirvonen terugkwam, en Hirvonen zelfs enige tijd de leiding overnam in het kampioenschap. Een ontketende Loeb zette echter tijdens de slotronde in Groot-Brittannië orde op zaken, door de rally te winnen, en daarmee alsnog de wereldtitel op zich te nemen met slechts een punt voorsprong op Hirvonen. Citroën won ook weer bij de constructeurs, en evenaarde met dit resultaat Peugeot in het aantal behaalde titels van vijf.

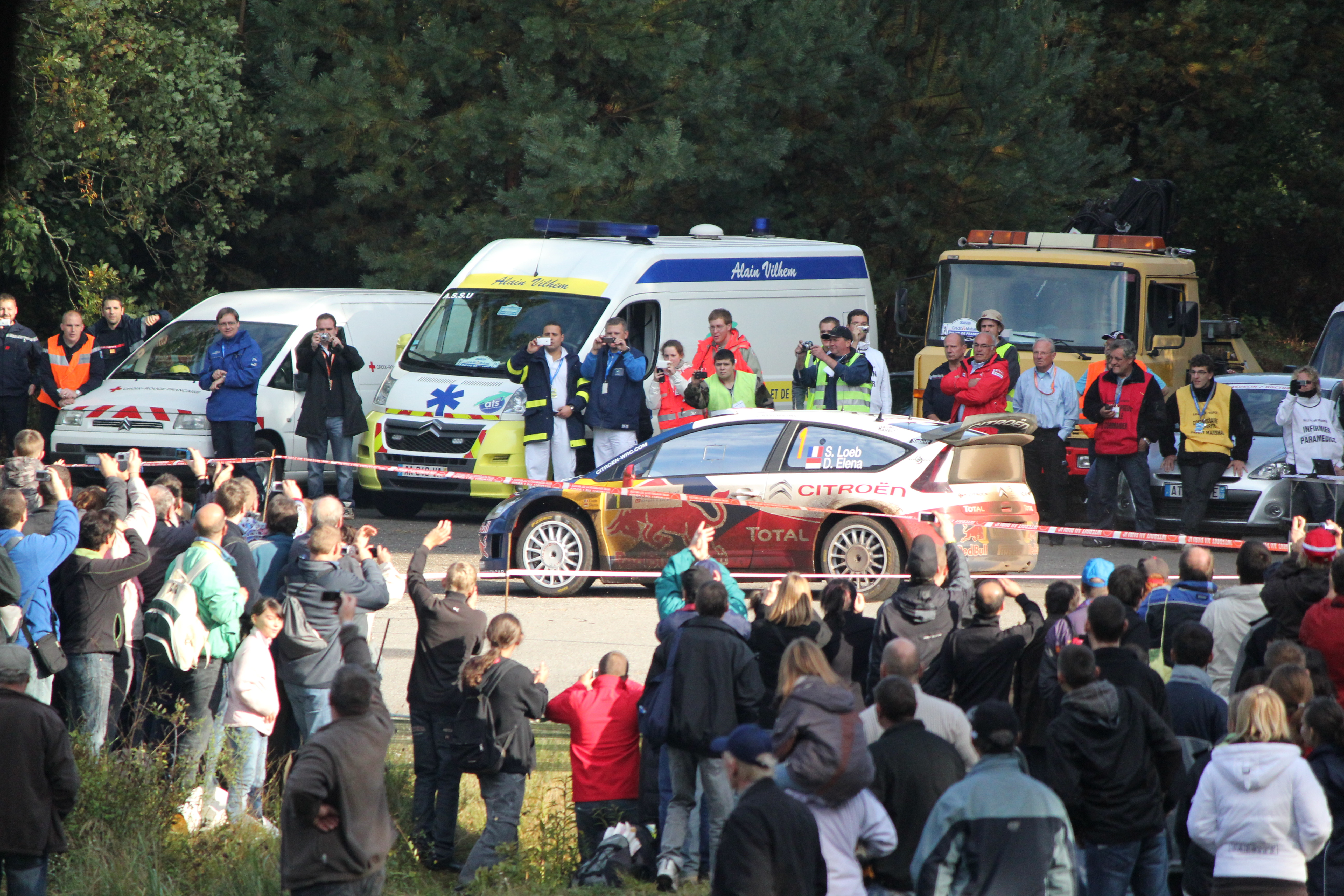
Voor thuispubliek schrijft Loeb in het seizoen 2010 zijn zevende wereldtitel met Citroën op naam

Het seizoen 2010 bewees minder intens, waarin Loeb met acht overwinningen voor de zevende opeenvolgende keer wereldkampioen zou worden. Wel zag Loeb dat jaar de opkomst van Sébastien Ogier, die tot dan toe actief was voor het Citroën Junior Team, een semi-officieel team dat als tweede team was ingeschreven door Citroën. Ogier won dat jaar de Rally van Portugal, en verving halverwege het seizoen Daniel Sordo, die in vijf seizoenen geen WK-rally wist te winnen voor Citroën, voor de resterende gravelevenementen op de kalender. Voor het officieuze fabrieksteam won Ogier dat jaar ook in Japan. Citroën greep voor de zesde keer naar de constructeurstitel dat jaar, en hebben daarmee alleen nog Lancia (met tien titels) voor zich te dulden.

#### 2011-2015

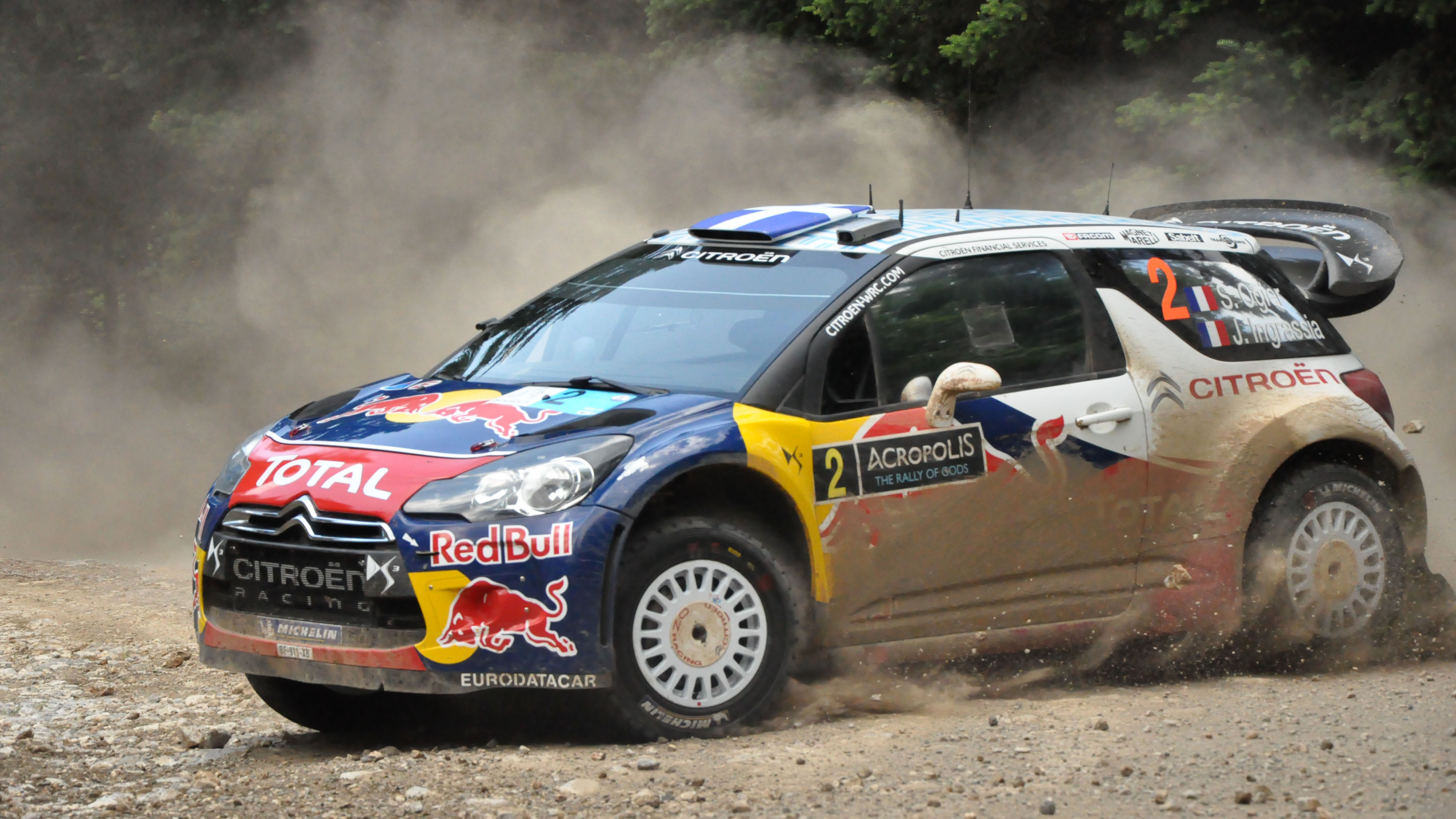
De DS3 WRC verving de succesvolle C4 in 2011, hier met Ogier op weg naar de overwinning in Griekenland

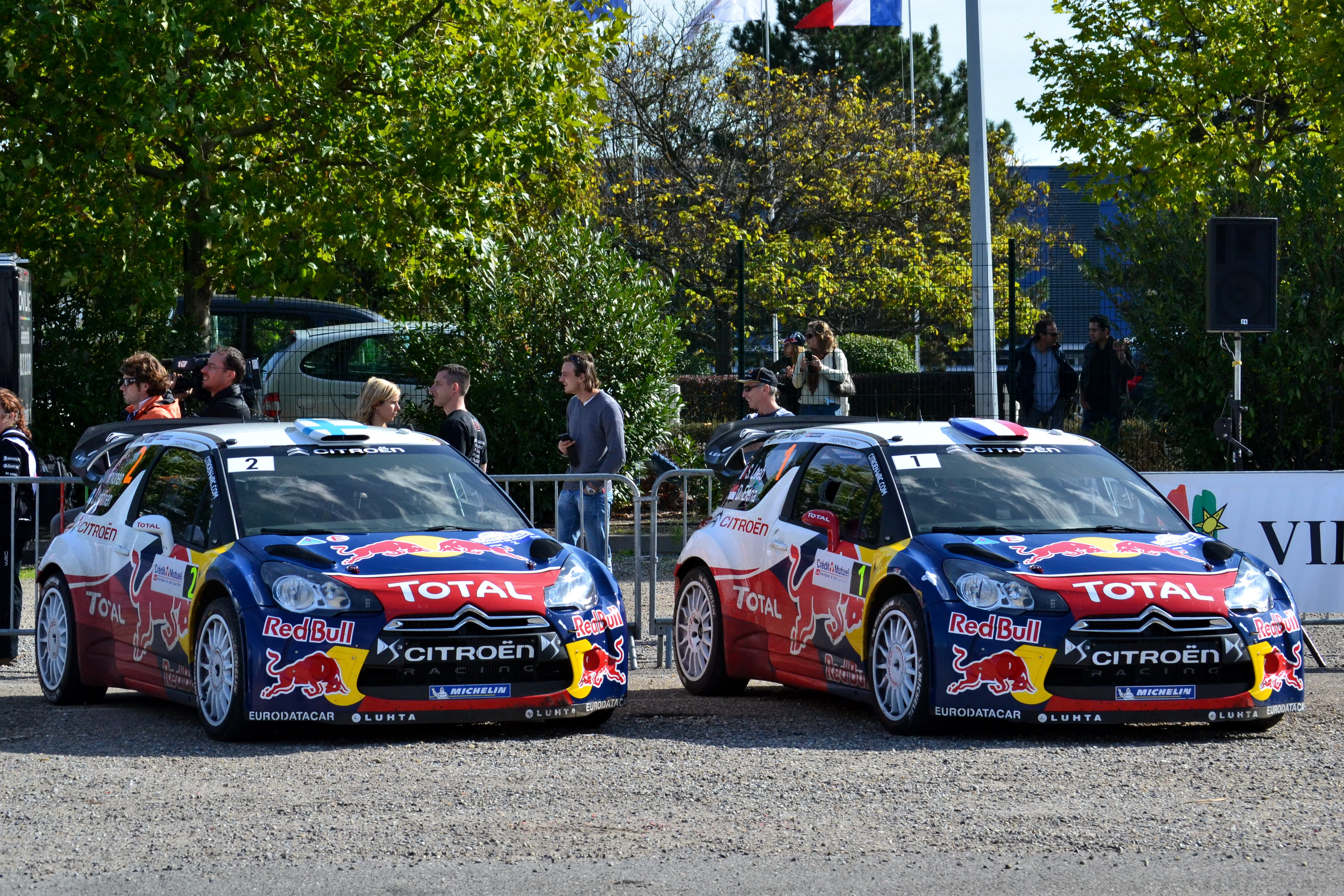
De DS3 WRC's van Hirvonen en Loeb in 2012

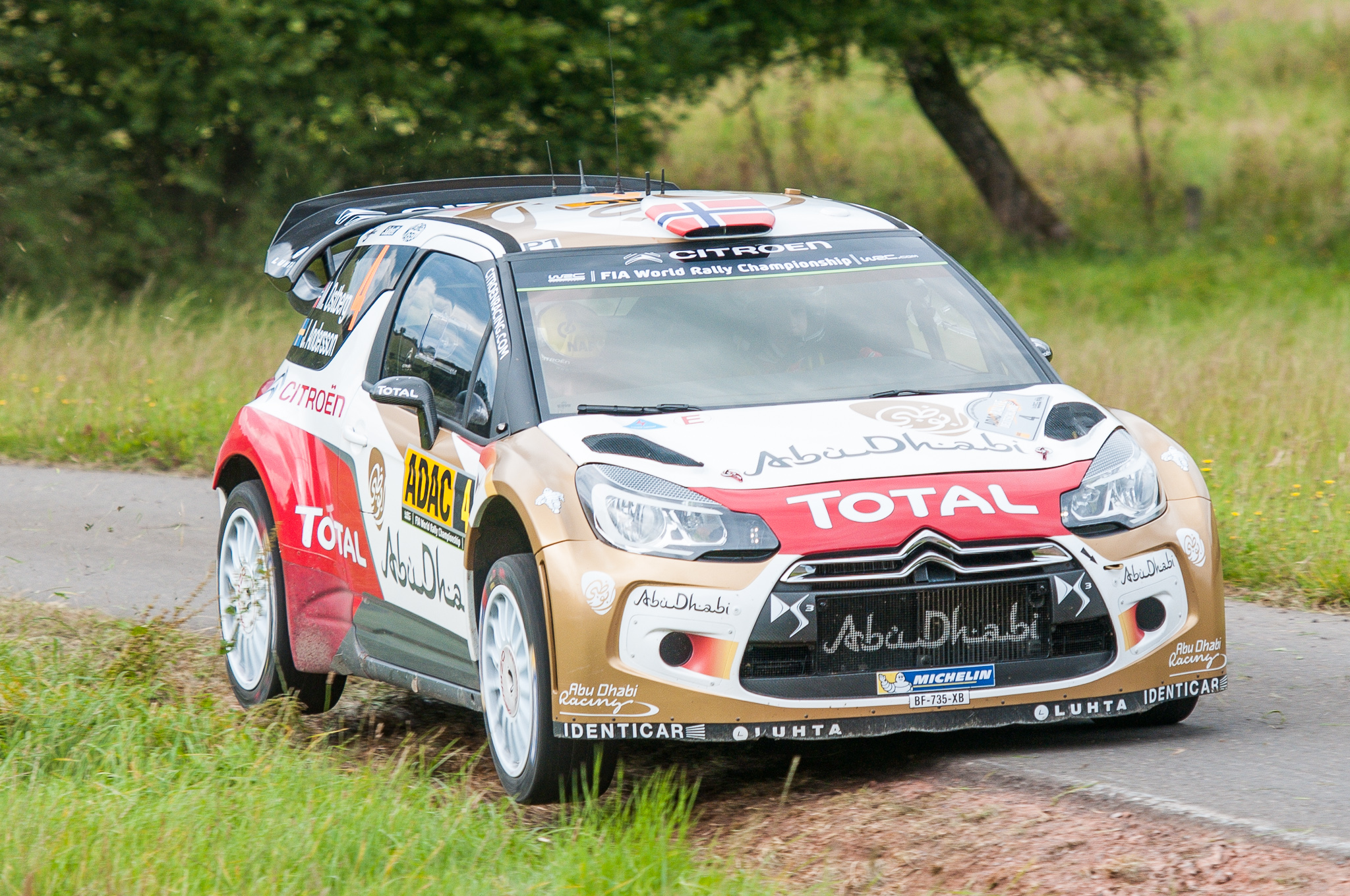
Østberg actief voor Citroën in Duitsland in 2014

Een aanpassing in de regels van de World Rally Car categorie, betekent dat vanaf het seizoen 2011 2-liter WRC's (zoals de C4) niet meer zijn toegestaan aan deelnames in het WK. De C4 WRC werd daarom vervangen door de compactere Citroën DS3 WRC, die een maximale capaciteit heeft van 1600cc, en ook minder elektronica aan boord heeft. Ogier verving Sordo als teamgenoot van Loeb, waarin beide een gelijke status verkregen. Het duo won bij elkaar tien WK-rally's (beide vijf overwinningen) en hielpen Citroën mee aan hun zevende titel bij de constructeurs. Ogier was lange tijd een kanshebber op de titel, maar was tijdens de laatste twee rondes minder gelukkig, en Loeb ging uiteindelijk met zijn achtste wereldtitel aan de haal. Onderlinge frictie tussen de twee rijders deed Ogier uiteindelijk besluiten na afloop van het seizoen te tekenen bij Volkswagen.
In 2012 was Loeb wederom kopman binnen het team, en kreeg hij in Mikko Hirvonen een nieuwe teamgenoot, die overkwam van Ford. Yves Matton heeft Quesnel vervangen als teamleider. Loeb werd overtuigend voor de negende keer wereldkampioen en Hirvonen (die in Sardinië zijn eerste rally won voor Citroën) eindigde tweede in het kampioenschap. Dit betekende ook Citroëns achtste constructeurstitel. Voor 2013 deed kopman Loeb in het kader van een carrière switch (een overstap naar het World Touring Car Championship) een stap terug en reed slechts een programma van vier rally's. Hij won de WK-rondes van Monte Carlo en Argentinië nog. Citroën greep met een teruggekeerde Daniel Sordo naar een derde zege van het seizoen in Duitsland, maar werden in het restant overklast door nieuwkomer Volkswagen, en eindigden dit keer als tweede bij de constructeurs.
In 2014 levert Citroën, die dit jaar gelijktijdig een kampioenschap afwerken in het WTCC, geen auto's meer aan privé-teams. De line-up voor het fabrieksteam bestond uit Kris Meeke en Mads Østberg, wat eveneens gold voor 2015. In dat laatste jaar greep het met Meeke in Argentinië naar hun eerste WK-rally zege in twee jaar tijd (en de eerste in het post-Loeb tijdperk). In beide seizoenen was de dominantie van Volkswagen echter te groot, en Citroën besloot om 2016 uit te zitten en zich dat jaar te concentreren op de ontwikkeling van de nieuwe Citroën C3 WRC, die in het kader van opnieuw een grootschalige reglementswijziging voor de World Rally Cars zou debuteren in het seizoen 2017. Als een niet bij de constructeurs geregistreerde inschrijving nam het team in 2016 wel deel aan een geselecteerd aantal rally's, en won het met Meeke in Portugal en Finland.

#### 2017

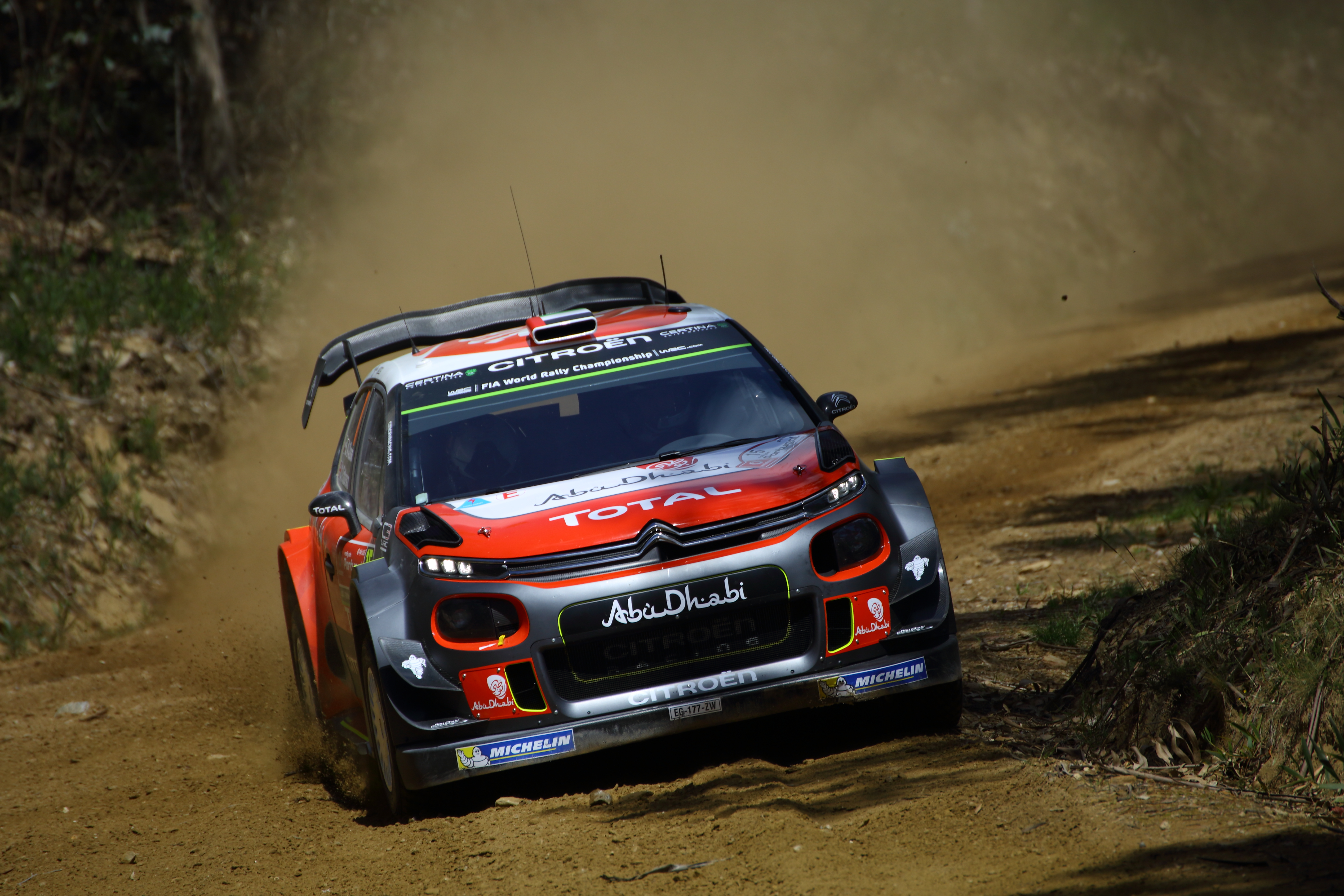
In 2017 debuteerde Citroën de C3 WRC in het wereldkampioenschap

In 2017, nu met de C3 WRC, voert Meeke opnieuw het team van Citroën aan, met Craig Breen, Stéphane Lefebvre en Khalid Al-Qassimi als zijn teamgenoten. Later in het seizoen zou Andreas Mikkelsen ook een aantal gastoptredens maken voor het team.

### Officiële teambenaming
| Periode              | Naam                                     |
| -------------------- | ---------------------------------------- |
| 2019                 | Citroën Total World Rally Team           |
| 2013-2015, 2017-2018 | Citroën Abu Dhabi Total World Rally Team |
| 2016                 | Abu Dhabi World Rally Team*              |
| 2007-2012            | Citroën Total World Rally Team           |
| 2006                 | Kronos Total Citroën W.R.T.*             |
| 2003-2005            | Citroën Total                            |
| 1997-2002            | Automobiles Citroën                      |
| 1973-1988            | Citroën Competitions                     |

* Neemt niet deel als fabrieksinschrijving.

## Complete resultaten in het wereldkampioenschap rally
- Noot: Het Citroën team in huidige vorm neemt sinds 1997 deel aan het WK rally.

| Seizoen                                                                                         | Auto | Rijders | 1 | 2 | 3 | 4 | 5 | 6 | 7 | 8 | 9 | 10 | 11 | 12 | 13 | 14 | 15 | 16 | Pos. | Punten | |
| ----------------------------------------------------------------------------------------------- | --- | --- | --- | --- | --- | --- | --- | --- | --- | --- | --- | --- | --- | --- | --- | --- | --- | --- | --- | --- | --- |
| 1983                                                                                            | Citroën Visa Chrono                                                                                                   | | MON | ZWE | POR | KEN | FRA | GRI | NZL | ARG | FIN | ITA | IVK | GBR | | | | | 14 | 9 | |
| 1983                                                                                            | Citroën Visa Chrono                                                                                                   | Christian Dorche | | | 13 | | | DNF | | | | | | | | | | | 14 | 9 | |
| 1983                                                                                            | Citroën Visa Chrono                                                                                                   | Maurice Chomat | | | DNF | | | 10 | | | | | | 14 | | | | | 14 | 9 | |
| 1983                                                                                            | Citroën Visa Chrono                                                                                                   | Philippe Wambergue | | | | | | 9 | | | | | | DNF | | | | | 14 | 9 | |
| 1983                                                                                            | Citroën Visa Chrono                                                                                                   | Christian Rio | | | | | | 11 | | | | | | 18 | | | | | 14 | 9 | |
| 1983                                                                                            | Citroën Visa Chrono                                                                                                   | Alain Coppier | | | | | | DNF | | | | | | | | | | | 14 | 9 | |
| 1984                                                                                            | Citroën Visa 1000 Pistes                                                                                              | | MON | ZWE | POR | KEN | FRA | GRI | NZL | ARG | FIN | ITA | IVK | GBR | | | | | 13 | 4 | |
| 1984                                                                                            | Citroën Visa 1000 Pistes                                                                                              | Philippe Wambergue | | | | | | | | | DNF | DNF | | | | | | | 13 | 4 | |
| 1984                                                                                            | Citroën Visa 1000 Pistes                                                                                              | Maurice Chomat | | | | | | | | | DNF | DNF | | | | | | | 13 | 4 | |
| 1984                                                                                            | Citroën Visa 1000 Pistes                                                                                              | Christian Rio | | | | | | | | | 18 | DNF | | | | | | | 13 | 4 | |
| 1985                                                                                            | Citroën Visa 1000 Pistes                                                                                              | | MON | ZWE | POR | KEN | FRA | GRI | NZL | ARG | FIN | ITA | IVK | GBR | | | | | 18 | 4 | |
| 1985                                                                                            | Citroën Visa 1000 Pistes                                                                                              | Jean-Claude Andruet                                                                                                   | 8 | | | | | | | | | | | | | | | | 18 | 4 | |
| 1985                                                                                            | Citroën Visa 1000 Pistes                                                                                              | Maurice Chomat | 10 | | | | | | | | | | | | | | | | 18 | 4 | |
| 1985                                                                                            | Citroën Visa 1000 Pistes                                                                                              | Philippe Wambergue | DNF | | | | | | | | | | | | | | | | 18 | 4 | |
| 1986                                                                                            | Citroën BX 4TC | | MON | ZWE | POR | KEN | FRA | GRI | NZL | ARG | FIN | IVK | ITA | GBR | VST | | | | 10 | 10 | |
| 1986                                                                                            | Citroën BX 4TC | Jean-Claude Andruet                                                                                                   | DNF | 6 | | | | DNF | | | | | | | | | | | 10 | 10 | |
| 1986                                                                                            | Citroën BX 4TC | Philippe Wambergue | DNF | DNF | | | | DNF | | | | | | | | | | | 10 | 10 | |
| 1986                                                                                            | Citroën BX 4TC | Maurice Chomat | | | | | | DNF | | | | | | | | | | | 10 | 10 | |
| Tussen 1987 en 1996 neemt Citroën niet als constructeur deel aan het wereldkampioenschap rally. | | | | | | | | | | | | | | | | | | | | | |
| 1997                                                                                            | Citroën Saxo Kit Car                                                                                                  | | MON | ZWE | KEN | POR | SPA | FRA | ARG | GRI | NZL | FIN | IND | ITA | AUS | GBR | | | – | – | |
| 1997                                                                                            | Citroën Saxo Kit Car                                                                                                  | Patrick Magaud | | | | | | 12 | | | | | | | | | | | – | – | |
| 1998                                                                                            | Citroën Xsara Kit Car                                                                                                 | | MON | ZWE | KEN | POR | SPA | FRA | ARG | GRI | NZL | FIN | ITA | AUS | GBR | | | | – | – | |
| 1998                                                                                            | Citroën Xsara Kit Car                                                                                                 | Philippe Bugalski | | | | | 5 | DNF | | | | | DNF | | | | | | – | – | |
| 1998                                                                                            | Citroën Xsara Kit Car                                                                                                 | Jesús Puras | | | | | DNF | | | | | | DNF | | | | | | – | – | |
| 1998                                                                                            | Citroën Xsara Kit Car                                                                                                 | Fabien Doenlen | | | | | | 7 | | | | | | | | | | | – | – | |
| 1998                                                                                            | Citroën Xsara Kit Car                                                                                                 | Patrick Magaud | | | | | | 10 | | | | | 11 | | | | | | – | – | |
| 1999                                                                                            | Citroën Saxo Kit Car Citroën Xsara Kit Car                                                                            | | MON | ZWE | KEN | POR | SPA | FRA | ARG | GRI | NZL | FIN | CHN | ITA | AUS | GBR | | | – | – | |
| 1999                                                                                            | Citroën Saxo Kit Car Citroën Xsara Kit Car                                                                            | Philippe Bugalski | DNF | | | | 1 | 1 | | | | | | DNF | | | | | – | – | |
| 1999                                                                                            | Citroën Saxo Kit Car Citroën Xsara Kit Car                                                                            | Jesús Puras | DNF | | | | DNF | 2 | | | | | | DNF | | | | | – | – | |
| 2000                                                                                            | Citroën Xsara Kit Car Citroën Saxo Kit Car                                                                            | | MON | ZWE | KEN | POR | SPA | ARG | GRI | NZL | FIN | CYP | FRA | ITA | AUS | GBR | | | – | – | |
| 2000                                                                                            | Citroën Xsara Kit Car Citroën Saxo Kit Car                                                                            | Jesús Puras | | | | | DNF | | | | | | | | | | | | – | – | |
| 2000                                                                                            | Citroën Xsara Kit Car Citroën Saxo Kit Car                                                                            | Philippe Bugalski | | | | | | | 16 | | | | | | | | | | – | – | |
| 2001                                                                                            | Citroën Xsara WRC | | MON | ZWE | POR | SPA | ARG | CYP | GRI | KEN | FIN | NZL | ITA | FRA | AUS | GBR | | | – | – | |
| 2001                                                                                            | Citroën Xsara WRC | Philippe Bugalski | | | | 8 | | | 6 | | | | DNF | DNF | | | | | – | – | |
| 2001                                                                                            | Citroën Xsara WRC | Jesús Puras | | | | DNF | | | | | | | DNF | 1 | | | | | – | – | |
| 2001                                                                                            | Citroën Xsara WRC | Thomas Rådström | | | | | | | DNF | | | | | | | | | | – | – | |
| 2001                                                                                            | Citroën Xsara WRC | Sébastien Loeb | | | | | | | | | | | 2 | | | | | | – | – | |
| 2002                                                                                            | Citroën Xsara WRC | | MON | ZWE | FRA | SPA | CYP | ARG | GRI | KEN | FIN | DUI | ITA | NZL | AUS | GBR | | | – | – | |
| 2002                                                                                            | Citroën Xsara WRC | Thomas Rådström | DNF | 37 | | DNF | | | 8 | 3 | DNF | | | | | DNF | | | – | – | |
| 2002                                                                                            | Citroën Xsara WRC | Sébastien Loeb | 2 | 17 | | DNF | | | 7 | 5 | 10 | 1 | | | | DNF | | | – | – | |
| 2002                                                                                            | Citroën Xsara WRC | Philippe Bugalski | DNF | | | 3 | | | | | | DNF | | | | | | | – | – | |
| 2002                                                                                            | Citroën Xsara WRC | Jesús Puras | | | | 12 | | | | | | DNF | | | | | | | – | – | |
| 2003                                                                                            | Citroën Xsara WRC | | MON | ZWE | TUR | NZL | ARG | GRI | CYP | DUI | FIN | AUS | ITA | FRA | SPA | GBR | | | 1 | 160 | |
| 2003                                                                                            | Citroën Xsara WRC | Colin McRae | 2 | 5 | 4 | DNF | DNF | 8 | 4 | 4 | DNF | 4 | 6 | 5 | 9 | 4 | | | 1 | 160 | |
| 2003                                                                                            | Citroën Xsara WRC | Sébastien Loeb | 1 | 7 | DNF | 4 | DNF | DNF | 3 | 1 | 5 | 2 | 1 | 13 | 2 | 2 | | | 1 | 160 | |
| 2003                                                                                            | Citroën Xsara WRC | Carlos Sainz | 3 | 9 | 1 | 12 | 2 | 2 | 5 | 6 | 4 | 5 | 4 | 2 | 7 | DNF | | | 1 | 160 | |
| 2003                                                                                            | Citroën Xsara WRC | Philippe Bugalski | | | | | | | | | DNF | | 8 | 9 | 10 | | | | 1 | 160 | |
| 2003                                                                                            | Citroën Xsara WRC | Daniel Solà | | | | | | 12 | | | | | | | | DNF | | | 1 | 160 | |
| 2004                                                                                            | Citroën Xsara WRC | | MON | ZWE | MEX | NZL | CYP | GRI | TUR | ARG | FIN | DUI | JPN | GBR | ITA | FRA | SPA | AUS | 1 | 194 | |
| 2004                                                                                            | Citroën Xsara WRC | Sébastien Loeb | 1 | 1 | DNF | 4 | 1 | 2 | 1 | 2 | 4 | 1 | 2 | 2 | 2 | 2 | DNF | 1 | 1 | 194 | |
| 2004                                                                                            | Citroën Xsara WRC | Carlos Sainz | DNF | 5 | 3 | 6 | 3 | 19 | 4 | 1 | 3 | 3 | 5 | 4 | 3 | 3 | 3 | | 1 | 194 | |
| 2005                                                                                            | Citroën Xsara WRC | | MON | ZWE | MEX | NZL | ITA | CYP | TUR | GRI | ARG | FIN | DUI | GBR | JPN | FRA | SPA | AUS | 1 | 188 | |
| 2005                                                                                            | Citroën Xsara WRC | Sébastien Loeb | 1 | DNF | 4 | 1 | 1 | 1 | 1 | 1 | 1 | 2 | 1 | 3 | 2 | 1 | 1 | DNF | 1 | 188 | |
| 2005                                                                                            | Citroën Xsara WRC | François Duval | DNF | 12 | DNF | 4 | 11 | DNF | | | 7 | 8 | 2 | 2 | 4 | DNF | 2 | 1 | 1 | 188 | |
| 2005                                                                                            | Citroën Xsara WRC | Carlos Sainz | | | | | | | 4 | 3 | | | | | | | | | 1 | 188 | |
| 2006                                                                                            | Citroën ontbreekt als fabrieksteam en wordt vertegenwoordigd door Kronos Racing.                                      | Citroën ontbreekt als fabrieksteam en wordt vertegenwoordigd door Kronos Racing.                                      | Citroën ontbreekt als fabrieksteam en wordt vertegenwoordigd door Kronos Racing.                                      | Citroën ontbreekt als fabrieksteam en wordt vertegenwoordigd door Kronos Racing.                                      | Citroën ontbreekt als fabrieksteam en wordt vertegenwoordigd door Kronos Racing.                                      | Citroën ontbreekt als fabrieksteam en wordt vertegenwoordigd door Kronos Racing.                                      | Citroën ontbreekt als fabrieksteam en wordt vertegenwoordigd door Kronos Racing.                                      | Citroën ontbreekt als fabrieksteam en wordt vertegenwoordigd door Kronos Racing.                                      | Citroën ontbreekt als fabrieksteam en wordt vertegenwoordigd door Kronos Racing.                                      | Citroën ontbreekt als fabrieksteam en wordt vertegenwoordigd door Kronos Racing.                                      | Citroën ontbreekt als fabrieksteam en wordt vertegenwoordigd door Kronos Racing.                                      | Citroën ontbreekt als fabrieksteam en wordt vertegenwoordigd door Kronos Racing.                                      | Citroën ontbreekt als fabrieksteam en wordt vertegenwoordigd door Kronos Racing.                                      | Citroën ontbreekt als fabrieksteam en wordt vertegenwoordigd door Kronos Racing.                                      | Citroën ontbreekt als fabrieksteam en wordt vertegenwoordigd door Kronos Racing.                                      | Citroën ontbreekt als fabrieksteam en wordt vertegenwoordigd door Kronos Racing.                                      | Citroën ontbreekt als fabrieksteam en wordt vertegenwoordigd door Kronos Racing.                                      | Citroën ontbreekt als fabrieksteam en wordt vertegenwoordigd door Kronos Racing.                                      | Citroën ontbreekt als fabrieksteam en wordt vertegenwoordigd door Kronos Racing.                                      | Citroën ontbreekt als fabrieksteam en wordt vertegenwoordigd door Kronos Racing.                                      | Citroën ontbreekt als fabrieksteam en wordt vertegenwoordigd door Kronos Racing.                                      |
| 2007                                                                                            | Citroën C4 WRC | | MON | ZWE | NOO | MEX | POR | ARG | ITA | GRI | FIN | DUI | NZL | SPA | FRA | JPN | IER | GBR | 2 | 183 | |
| 2007                                                                                            | Citroën C4 WRC | Sébastien Loeb | 1 | 2 | 14 | 1 | 1 | 1 | DNF | 2 | 3 | 1 | 2 | 1 | 1 | DNF | 1 | 3 | 2 | 183 | |
| 2007                                                                                            | Citroën C4 WRC | Daniel Sordo | 2 | 12 | 25 | 4 | 3 | 6 | 3 | 24 | DNF | DNF | 6 | 2 | 3 | 2 | 2 | 5 | 2 | 183 | |
| 2008                                                                                            | Citroën C4 WRC | | MON | ZWE | MEX | ARG | JOR | ITA | GRI | TUR | FIN | DUI | NZL | SPA | FRA | JPN | GBR | | 1 | 191 | |
| 2008                                                                                            | Citroën C4 WRC | Sébastien Loeb | 1 | DNF | 1 | 1 | 10 | 1 | 1 | 3 | 1 | 1 | 1 | 1 | 1 | 3 | 1 | | 1 | 191 | |
| 2008                                                                                            | Citroën C4 WRC | Daniel Sordo | 11 | 6 | 17 | 3 | 2 | 5 | 5 | 4 | 4 | 2 | 2 | 2 | DNF | DSQ | 3 | | 1 | 191 | |
| 2009                                                                                            | Citroën C4 WRC | | IER | NOO | CYP | POR | ARG | ITA | GRI | POL | FIN | AUS | SPA | GBR | | | | | 1 | 167 | |
| 2009                                                                                            | Citroën C4 WRC | Sébastien Loeb | 1 | 1 | 1 | 1 | 1 | 4 | DNF | 7 | 2 | 2 | 1 | 1 | | | | | 1 | 167 | |
| 2009                                                                                            | Citroën C4 WRC | Daniel Sordo | 2 | 5 | 4 | 3 | 2 | 23 | 12 | 2 | 4 | 3 | 2 | 3 | | | | | 1 | 167 | |
| 2010                                                                                            | Citroën C4 WRC | | ZWE | MEX | JOR | TUR | NZL | POR | BUL | FIN | DUI | JPN | FRA | SPA | GBR | | | | 1 | 456 | |
| 2010                                                                                            | Citroën C4 WRC | Sébastien Loeb | 2 | 1 | 1 | 1 | 3 | 2 | 1 | 3 | 1 | 5 | 1 | 1 | 1 | | | | 1 | 456 | |
| 2010                                                                                            | Citroën C4 WRC | Daniel Sordo | 4 | 14 | 4 | DNF | 5 | 3 | 2 | | 2 | | 2 | 3 | | | | | 1 | 456 | |
| 2010                                                                                            | Citroën C4 WRC | Sébastien Ogier | | | | | | | | 2 | | 1 | | | DNF | | | | 1 | 456 | |
| 2011                                                                                            | Citroën DS3 WRC | | ZWE | MEX | POR | JOR | ITA | ARG | GRI | FIN | DUI | AUS | FRA | SPA | GBR | | | | 1 | 403 | |
| 2011                                                                                            | Citroën DS3 WRC | Sébastien Loeb | 6 | 1 | 2 | 3 | 1 | 1 | 2 | 1 | 2 | 10 | DNF | 1 | DNF | | | | 1 | 403 | |
| 2011                                                                                            | Citroën DS3 WRC | Sébastien Ogier | 4 | DNF | 1 | 1 | 4 | 3 | 1 | 3 | 1 | 11 | 1 | DNF | 11 | | | | 1 | 403 | |
| 2012                                                                                            | Citroën DS3 WRC | | MON | ZWE | MEX | POR | ARG | GRI | NZL | FIN | DUI | GBR | FRA | ITA | SPA | | | | 1 | 453 | |
| 2012                                                                                            | Citroën DS3 WRC | Sébastien Loeb | 1 | 6 | 1 | DNF | 1 | 1 | 1 | 1 | 1 | 2 | 1 | DNF | 1 | | | | 1 | 453 | |
| 2012                                                                                            | Citroën DS3 WRC | Mikko Hirvonen | 4 | 2 | 2 | DSQ | 2 | 2 | 2 | 2 | 3 | 5 | 3 | 1 | 3 | | | | 1 | 453 | |
| 2013                                                                                            | Citroën DS3 WRC | | MON | ZWE | MEX | POR | ARG | GRI | ITA | FIN | DUI | AUS | FRA | SPA | GBR | | | | 2 | 280 | |
| 2013                                                                                            | Citroën DS3 WRC | Sébastien Loeb | 1 | 2 | | | 1 | | | | | | DNF | | | | | | 2 | 280 | |
| 2013                                                                                            | Citroën DS3 WRC | Mikko Hirvonen | 4 | 17 | 2 | 2 | 6 | 8 | DNF | 4 | 3 | 3 | 6 | 3 | DNF | | | | 2 | 280 | |
| 2013                                                                                            | Citroën DS3 WRC | Daniel Sordo | | | 4 | 12 | | 2 | 4 | 5 | 1 | | | DNF | 7 | | | | 2 | 280 | |
| 2013                                                                                            | Citroën DS3 WRC | Kris Meeke | | | | | | | | | | DNF | | | | | | | 2 | 280 | |
| 2014                                                                                            | Citroën DS3 WRC | | MON | ZWE | MEX | POR | ARG | ITA | POL | FIN | DUI | AUS | FRA | SPA | GBR | | | | 2 | 210 | |
| 2014                                                                                            | Citroën DS3 WRC | Kris Meeke | 3 | 10 | DNF | DNF | 3 | 18 | 7 | 3 | DNF | 4 | 3 | 19 | 6 | | | | 2 | 210 | |
| 2014                                                                                            | Citroën DS3 WRC | Mads Østberg | 4 | 3 | 9 | 3 | DNF | 2 | DNF | DNF | 6 | 16 | 7 | 4 | 3 | | | | 2 | 210 | |
| 2015                                                                                            | Citroën DS3 WRC | | MON | ZWE | MEX | ARG | POR | ITA | POL | FIN | DUI | AUS | FRA | SPA | GBR | | | | 2 | 230 | |
| 2015                                                                                            | Citroën DS3 WRC | Kris Meeke | 10 | 7 | 16 | 1 | 4 | 24 | 7 | 17 | 12 | 3 | 4 | 5 | 2 | | | | 2 | 230 | |
| 2015                                                                                            | Citroën DS3 WRC | Sébastien Loeb | 8 | | | | | | | | | | | | | | | | 2 | 230 | |
| 2015                                                                                            | Citroën DS3 WRC | Mads Østberg | | 10 | 2 | 2 | 7 | 5 | 9 | 3 | 7 | DNS | 6 | 4 | 7 | | | | 2 | 230 | |
| 2016                                                                                            | Citroën ontbreekt als fabrieksteam, maar rijdt een aantal rally's onder de vlag van het 'Abu Dhabi World Rally Team'. | Citroën ontbreekt als fabrieksteam, maar rijdt een aantal rally's onder de vlag van het 'Abu Dhabi World Rally Team'. | Citroën ontbreekt als fabrieksteam, maar rijdt een aantal rally's onder de vlag van het 'Abu Dhabi World Rally Team'. | Citroën ontbreekt als fabrieksteam, maar rijdt een aantal rally's onder de vlag van het 'Abu Dhabi World Rally Team'. | Citroën ontbreekt als fabrieksteam, maar rijdt een aantal rally's onder de vlag van het 'Abu Dhabi World Rally Team'. | Citroën ontbreekt als fabrieksteam, maar rijdt een aantal rally's onder de vlag van het 'Abu Dhabi World Rally Team'. | Citroën ontbreekt als fabrieksteam, maar rijdt een aantal rally's onder de vlag van het 'Abu Dhabi World Rally Team'. | Citroën ontbreekt als fabrieksteam, maar rijdt een aantal rally's onder de vlag van het 'Abu Dhabi World Rally Team'. | Citroën ontbreekt als fabrieksteam, maar rijdt een aantal rally's onder de vlag van het 'Abu Dhabi World Rally Team'. | Citroën ontbreekt als fabrieksteam, maar rijdt een aantal rally's onder de vlag van het 'Abu Dhabi World Rally Team'. | Citroën ontbreekt als fabrieksteam, maar rijdt een aantal rally's onder de vlag van het 'Abu Dhabi World Rally Team'. | Citroën ontbreekt als fabrieksteam, maar rijdt een aantal rally's onder de vlag van het 'Abu Dhabi World Rally Team'. | Citroën ontbreekt als fabrieksteam, maar rijdt een aantal rally's onder de vlag van het 'Abu Dhabi World Rally Team'. | Citroën ontbreekt als fabrieksteam, maar rijdt een aantal rally's onder de vlag van het 'Abu Dhabi World Rally Team'. | Citroën ontbreekt als fabrieksteam, maar rijdt een aantal rally's onder de vlag van het 'Abu Dhabi World Rally Team'. | Citroën ontbreekt als fabrieksteam, maar rijdt een aantal rally's onder de vlag van het 'Abu Dhabi World Rally Team'. | Citroën ontbreekt als fabrieksteam, maar rijdt een aantal rally's onder de vlag van het 'Abu Dhabi World Rally Team'. | Citroën ontbreekt als fabrieksteam, maar rijdt een aantal rally's onder de vlag van het 'Abu Dhabi World Rally Team'. | Citroën ontbreekt als fabrieksteam, maar rijdt een aantal rally's onder de vlag van het 'Abu Dhabi World Rally Team'. | Citroën ontbreekt als fabrieksteam, maar rijdt een aantal rally's onder de vlag van het 'Abu Dhabi World Rally Team'. | Citroën ontbreekt als fabrieksteam, maar rijdt een aantal rally's onder de vlag van het 'Abu Dhabi World Rally Team'. |
| 2017                                                                                            | Citroën C3 WRC | | MON | ZWE | MEX | FRA | ARG | POR | ITA | POL | FIN | DUI | SPA | GBR | AUS | | | | 4 | 204 | |
| 2017                                                                                            | Citroën C3 WRC | Kris Meeke | DNF | 12 | 1 | DNF | DNF | 18 | DNF | | 8 | DNF | 1 | 7 | 7 | | | | 4 | 204 | |
| 2017                                                                                            | Citroën C3 WRC | Stéphane Lefebvre | 9 | | 15 | 50 | | 13 | | 5 | | | 6 | | DNF | | | | 4 | 204 | |
| 2017                                                                                            | Citroën C3 WRC | Craig Breen | | 5 | | 5 | DNF | 5 | 25 | 11 | 5 | 5 | | 15 | DNF | | | | 4 | 204 | |
| 2017                                                                                            | Citroën C3 WRC | Andreas Mikkelsen | | | | | | | 8 | 9 | | 2 | | | | | | | 4 | 204 | |
| 2017                                                                                            | Citroën C3 WRC | Khalid Al-Qassimi | | | | | | 17 | | | 16 | | 17 | 22 | | | | | 4 | 204 | |
| 2018                                                                                            | Citroën C3 WRC | | MON | ZWE | MEX | FRA | ARG | POR | ITA | FIN | DUI | TUR | GBR | SPA | AUS | | | | 4 | 237 | |
| 2018                                                                                            | Citroën C3 WRC | Kris Meeke | 4 | WD | 3 | 9 | 7 | DNF | DNS | | | | | | | | | | 4 | 237 | |
| 2018                                                                                            | Citroën C3 WRC | Craig Breen | 9 | 2 | | | DNF | 7 | 6 | 8 | 7 | DNF | 9 | | | | | | 4 | 237 | |
| 2018                                                                                            | Citroën C3 WRC | Sébastien Loeb | | | 5 | 14 | | | | | | | | 1 | | | | | 4 | 237 | |
| 2018                                                                                            | Citroën C3 WRC | Mads Østberg | | 6 | | | | 6 | 5 | 2 | DNF | 23 | 8 | | 3 | | | | 4 | 237 | |
| 2018                                                                                            | Citroën C3 WRC | Khalid Al-Qassimi | | | | | 14 | | | 37 | | 15 | | 21 | | | | | 4 | 237 | |
| 2019                                                                                            | Citroën C3 WRC | | MON | ZWE | MEX | FRA | ARG | CHI | POR | ITA | FIN | DUI | TUR | GBR | SPA | AUS | | | 3 | 284 | |
| 2019                                                                                            | Citroën C3 WRC | Sébastien Ogier | 1 | 29 | 1 | 2 | 3 | 2 | 3 | 41 | 5 | 7 | 1 | 3 | 8 | C | | | 3 | 284 | |
| 2019                                                                                            | Citroën C3 WRC | Esapekka Lappi | DNF | 2 | 13 | 7 | DNF | 6 | DNF | 7 | 2 | 8 | 2 | 27 | DNF | C | | | 3 | 284 | |

* Seizoen loopt nog.